# Hideki Tsukamoto
Hideki Tsukamoto (塚本 秀樹 Tsukamoto Hideki?, nacido el 9 de agosto de 1973 en Nagasaki) es un exfutbolista japonés. Jugaba de guardameta y su último club fue el V-Varen Nagasaki de Japón.

## Trayectoria

### Clubes
| Club             | País  | Año         |
| ---------------- | ----- | ----------- |
| Avispa Fukuoka   | Japón | 1996 - 2005 |
| V-Varen Nagasaki | Japón | 2006        |